# Liga dos Campeões da CAF de 1987
A Liga dos Campeões da CAF de 1987 foi a 23ª edição da competição anual internacional de clubes de futebol organizada pela CAF. O Al Ahly SC, do Egito, venceu a final e tornou-se pela segunda vez campeão da África.

## Clubes classificadas
| Pais                           | Equipe                       |
| ------------------------------ | ---------------------------- |
| Moçambique                     | - CD Maxaquene               |
| Botswana                       | - Gaborone United            |
| Mali                           | - AS Real Bamako             |
| Camarões                       | - Canon Yaoundé              |
| Angola                         | - Petro Atlético             |
| Togo                           | - ASFOSA Lomé                |
| Nigéria                        | - Leventis United            |
| Quênia                         | - AFC Leopards               |
| Ilhas Maurícias                | - Cadets Club                |
| Gabão                          | - FC 105 Libreville          |
| República Centro-Africana      | - Sporting Moura             |
| Líbia                          | - Al Ittihad                 |
| Uganda                         | - Villa SC                   |
| Senegal                        | - ASC Jeanne d'Arc           |
| Marrocos                       | - Wydad Casablanca           |
| Gana                           | - Asante Kotoko              |
| Guiné                          | - Horoya AC                  |
| Libéria                        | - Mighty Barolle             |
| Burundi                        | - Inter Star                 |
| República Democrática do Congo | - Saint Eloi Lupopo          |
| Argélia                        | - ES Sétif                   |
| Zâmbia                         | - Nkana FC                   |
| Madagáscar                     | - BTM Antananarivo           |
| Egito                          | - Zamalek - Al-Ahly          |
| Ruanda                         | - Panthères Noires           |
| Guiné-Bissau                   | - Sporting de Bissau         |
| Zimbabwe                       | - Dynamos                    |
| Tanzânia                       | - Maji-Maji                  |
| Sudão                          | - Al Hilal                   |
| Tunísia                        | - Étoile du Sahel            |
| Costa do Marfim                | - Africa Sports              |
| Benim                          | - Requins de l'Atlantique FC |
| Somália                        | - Município de Mogadiscio    |
| Lesoto                         | - Matlama FC                 |
| Essuatíni                      | - Mbabane Highlanders        |
| Guiné Equatorial               | - Juvenil Reyes              |
| Mauritânia                     | - ASC Police                 |
| Serra Leoa                     | - Old Edwardians FC          |

## Rodada preliminar
| Equipe 1                | Total | Equipe 2            | 1.º jogo | 2.º jogo |
| ----------------------- | ----- | ------------------- | -------- | -------- |
| Matlama                 | 3-0   | Gaborone United     | 1-0      | 2-0      |
| BTM Antananarivo        | 2-3   | Maji-Maji           | 1-1      | 1-2      |
| Mogadiscio Municipality | 1-2   | Panthères Noires    | 1-0      | 0-2      |
| Petro Atlético          | 4-1   | CD Maxaquene        | 3-1      | 1-0      |
| Juvenil Reyes           | w/o   | Sporting Moura      | 1        |          |
| Sporting de Bissau      | w/o   | Old Edwardians F.C. | 2        |          |
| Cadets Club             | 4-4   | Mbabane Highlanders | 3-2      | 1-2      |

1 Sporting Moura saiu. 

2 Old Edwardians F.C. saiu.

## Primeira Rodada
| Equipe 1        | Total | Equipe 2            | 1.º jogo | 2.º jogo |
| --------------- | ----- | ------------------- | -------- | -------- |
| Léopards        | 2-0   | Maji-Maji           | 1-0      | 1-0      |
| Jeanne d'Arc    | 2-3   | Sétifienne          | 2-1      | 0-2      |
| Real Bamako     | 0-4   | Leventis United     | 0-0      | 0-4      |
| Requins         | 0-7   | Canon               | 0-0      | 0-7      |
| Africa Sports   | 3-1   | ASFOSA Lomé         | 2-1      | 1-0      |
| Al-Ahly         | 5-1   | Panthères Noires    | 4-0      | 1-1      |
| Al-Hilal        | 3-0   | Inter               | 2-0      | 1-0      |
| Dynamos         | 8-2   | Mbabane Highlanders | 6-1      | 2-1      |
| Mighty Barolle  | 2-1   | Horoya              | 2-1      | 0-0      |
| Villa           | 5-0   | Matlama             | 4-0      | 1-0      |
| Asante Kotoko   | w/o   | Sporting Bissau     | 1        |          |
| Nkana           | 2-1   | Petro Atlético      | 1-1      | 1-0      |
| St. Éloi Lupopo | 1-0   | 105 Libreville      | 1-0      | 0-0      |
| Étoile du Sahel | w/o   | Al-Ittihad          | 2        |          |
| Wydad           | 5-1   | ASC Police          | 3-1      | 3        |
| Zamalek         | w/o   | Juvenil Reyes       | 4        |          |

1 Sporting Bissau saiu. 

2 Al-Ittihad saiu. 

3 ASC Police foram desqualificados após a primeira partida por não pagar a taxa de entrada na primeira rodada. 

4 Juvenil Reyes saiu.

## Oitavas-de-finais[1]
| Equipe 1        | Total  | Equipe 2        | 1.º jogo | 2.º jogo |
| --------------- | ------ | --------------- | -------- | -------- |
| Sétifienne      | 1-2    | Canon           | 0-0      | 1-2      |
| Africa Sports   | 3-2    | Mighty Barolle  | 2-1      | 1-1      |
| Al-Ahly         | 7-2    | Léopards        | 6-0      | 1-2      |
| Villa           | 2-2    | Al-Hilal        | 2-1      | 0-1      |
| Dynamos         | 4-2    | St. Eloi Lupopo | 3-1      | 1-1      |
| Étoile du Sahel | 2-2g.f | Leventis United | 2-1      | 0-1      |
| Wydad           | 1-3    | Asante Kotoko   | 1-1      | 0-2      |
| Nkana           | 1-2    | Zamalek         | 1-0      | 0-2      |

## Quartas-de-finais[1]
| Equipe 1      | Total       | Equipe 2        | 1.º jogo | 2.º jogo |
| ------------- | ----------- | --------------- | -------- | -------- |
| Canon         | 3-2         | Dynamos         | 2-1      | 1-1      |
| Africa Sports | 2-2 (2-4 p) | Al-Ahly         | 2-0      | 0-2      |
| Al-Hilal      | 2-1         | Leventis United | 2-1      | 0-0      |
| Zamalek       | 3-5         | Asante Kotoko   | 2-0      | 1-5      |

## Semifinais[1]
Ida
| 16 de outubro de 1987 | Al Ahly                     | 2 – 0 | Asante Kotoko | Estádio Internacional do Cairo, Cairo |
|                       | El Khatib Abouzaid pênalti' |       |               |                                       |

| Equipe 1 | Total       | Equipe 2      | 1.º jogo | 2.º jogo |
| -------- | ----------- | ------------- | -------- | -------- |
| Al-Ahly  | 2-1         | Asante Kotoko | 2-0      | 0-1      |
| Al-Hilal | 1-1 (4-1 p) | Canon         | 1-0      | 0-1      |

## Finais
Ida
| 29 de novembro de 1987 | Al Hilal | 0 – 0 | Al Ahly | Estádio Al Hilal, Omdurman                   |
|                        |          |       |         | Público: 50,000 Árbitro: Jean Fidèle Diramba |

Volta
| 18 de dezembro de 1987 | Al Ahly                            | 2 – 0 | Al Hilal | Estádio Internacional do Cairo, Cairo    |
|                        | Thaalab Gol contra' (5) Shawky 43' |       |          | Público: 80,000 Árbitro: Mohamed Larache |

Técnicos
- Anwar Salama - Al Ahly

### Agregado
| Equipe 1 | Resultado | Equipe 2 |
| -------- | --------- | -------- |
| Al-Ahly  | 2-0       | Al-Hilal |

## Campeão
| Liga dos Campeões da CAF 1987 - Campeão |
| --------------------------------------- |
| Egito                                   |
| Al Ahly 2° Título                       |